# Motyle (województwo dolnośląskie)
Motyle – wieś w Polsce położona w województwie dolnośląskim, w powiecie bolesławieckim, w gminie Gromadka.

## Podział administracyjny
W latach 1975–1998 miejscowość administracyjnie należała do województwa legnickiego. Uprzednio, w latach 1954–1972 wieś należała do gromady Wierzbowa, w ówczesnym województwie wrocławskim.

## Demografia
Najmniejsza wieś gminy Gromadka. Według ostatniego Narodowego Spisu Powszechnego liczyła 60 mieszkańców (31 III 2011 r.).
W 2021 roku we wsi mieszkało 67 osób. 